# Christophe Ponsson
Christophe Ponsson (* 23. Dezember 1995 in Lyon) ist ein französischer Motorradrennfahrer.

## Statistik

### In der Superbike-Weltmeisterschaft
(Stand: 10. April 2022)
| Saison | Team                   | Motorrad              | Rennen | Siege | Zweiter | Dritter | Poles | Schn. Runden | Punkte | Ergebnis |
| ------ | ---------------------- | --------------------- | ------ | ----- | ------- | ------- | ----- | ------------ | ------ | -------- |
| 2015   | Grillini SBK Team      | Kawasaki Ninja ZX-10R | 8      | –     | –       | –       | –     | –            | 18     | 22.      |
| 2015   | Team Pedercini         | Kawasaki Ninja ZX-10R | 18     | –     | –       | –       | –     | –            | 18     | 22.      |
| 2020   | Nuova M2 Racing        | Aprilia RSV4 1000     | 9      | –     | –       | –       | –     | –            | 4      | 24.      |
| 2021   | Alstare Yamaha         | Yamaha YZF-R 1        | 34     | –     | –       | –       | –     | –            | 36     | 20.      |
| 2022   | Gil Motor Sport–Yamaha | Yamaha YZF-R 1        | 3      | –     | –       | –       | –     | –            | 0      | –        |
| Gesamt | Gesamt                 | Gesamt                | 72     | 0     | 0       | 0       | 0     | 0            | 58     |          |

### In der Motorrad-Weltmeisterschaft
| Saison | Klasse | Team                 | Motorrad | Rennen | Siege | Zweiter | Dritter | Poles | Schn. Runden | Punkte | Ergebnis |
| ------ | ------ | -------------------- | -------- | ------ | ----- | ------- | ------- | ----- | ------------ | ------ | -------- |
| 2018   | MotoGP | Reale Avintia Racing | Ducati   | 1      | –     | –       | –       | –     | –            | 0      | 32.      |
| Gesamt | Gesamt | Gesamt               | Gesamt   | 1      | 0     | 0       | 0       | 0     | 0            | 0      |          |